# Scott Campbell (Eishockeyspieler)
Scott Gary Campbell (* 22. Juni 1957 in Toronto, Ontario; † 3. September 2022 in Guelph, Ontario) war ein kanadischer Eishockeyspieler, der im Verlauf seiner aktiven Karriere zwischen 1974 und 1982 unter anderem 165 Spiele für die Houston Aeros und Winnipeg Jets in der World Hockey Association (WHA) sowie 80 weitere für die Winnipeg Jets und St. Louis Blues in der National Hockey League (NHL) auf der Position des Verteidigers bestritten hat. Campbell, der im WHA Amateur Draft 1977 an der ersten Gesamtposition ausgewählt worden war, gewann im Jahr 1979 mit den Winnipeg Jets die letztmals ausgespielte Avco World Trophy der WHA.

## Karriere
Campbell spielte zunächst drei Jahre zwischen 1974 und 1977 bei den London Knights in der Ontario Major Junior Hockey League (OMJHL). Seine Leistungen, vor allem die in seiner letzten Saison mit 67 Scorerpunkten in 60 Spielen als Verteidiger, beeindruckten die Scouts der beiden damaligen Profiligen, der National Hockey League (NHL) und World Hockey Association (WHA) so sehr, dass er im WHA Amateur Draft 1977 an der ersten Gesamtposition von den Houston Aeros und im NHL Amateur Draft 1977 in der ersten Runde an neunter Position von den St. Louis Blues ausgewählt wurde.
Der Kanadier entschied sich vorerst zu einem Wechsel zu den Houston Aeros, da in der WHA lukrativere Gehälter gezahlt wurden, um die Spieler locken zu können. Nach nur einem Jahr in Houston unterschrieb er als Free Agent bei den Winnipeg Jets, wo er die Saison 1978/79 verbrachte und die Avco World Trophy gewann, da Houston den Spielbetrieb komplett eingestellt hatte. Durch die gesamte Auflösung der WHA 1979 und die Aufnahme der Jets in die NHL spielte Campbell ab der Spielzeit 1979/80 auch in der NHL. Er war neben Morris Lukowich der einzige Spieler der Jets, der vor dem NHL Expansion Draft 1979 als eine sogenannte Priority Selection geschützt wurde und blieb dadurch in Winnipeg, obwohl die St. Louis Blues alles unternommen hatten, um ihre ehemalige Erstrundenwahl endlich verpflichten zu können. Im Verlauf der Saison 1980/81 stellte sich bei Campbell, der bereits wegen einer Schulterverletzung viele Spiele verpasst hatte, jedoch ein Asthmaproblem ein, hervorgerufen durch das kühle Klima in Winnipeg. Er bat deshalb um einen Wechsel und wurde im Sommer 1981 in einem fünf Spieler umfassenden Transfergeschäft schließlich mit John Markell nach St. Louis geschickt. Im Gegenzug wechselten Paul MacLean, Bryan Maxwell und Ed Staniowski nach Winnipeg. Dort kam er aber lediglich zu drei Einsätzen, da sich durch die medikamentöse Behandlung seines Asthmas ein vaskulärer Migränekopfschmerz eingestellt hatte. Dieser zwang ihn dazu, seine Karriere im Alter von 25 Jahren zu beenden.
Campbell verstarb im September 2022 im Alter von 65 Jahren in Guelph an den Folgen einer Krebserkrankung.

## Erfolge und Auszeichnungen
- 1979 Avco-World-Trophy-Gewinn mit den Winnipeg Jets

## Karrierestatistik
(Legende zur Spielerstatistik: Sp oder GP = absolvierte Spiele; T oder G = erzielte Tore; V oder A = erzielte Assists; Pkt oder Pts = erzielte Scorerpunkte; SM oder PIM = erhaltene Strafminuten; +/− = Plus/Minus-Bilanz; PP = erzielte Überzahltore; SH = erzielte Unterzahltore; GW = erzielte Siegtore; 1 Play-downs/Relegation; Kursiv: Statistik nicht vollständig)